# طفلا وولبيت الخضر
طفلان من قرية

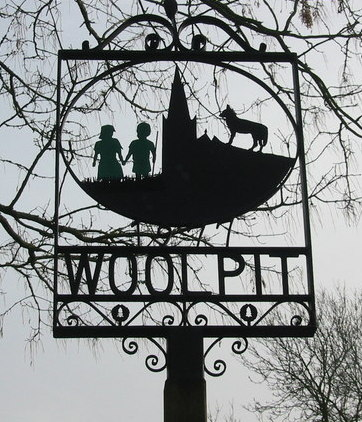
شعار القرية الذي أقيم عام 1977 يصور الطفلين الملونين،

وولبيت الخُضر أو طفلا وولبيت ذوو اللون الأخضر هو الاسم الذي أُطلِقَ على طفلين لبشرتهما لونٌ غريبٌ. وقد وَرَدَ أنهما ظهرا في قرية وولبت في سوفولك في إنجلترا في فترة ما من القرن الثاني عشر، ربما خلال فترة حكم الملك ستيفن. الطفلين هما أخٌ وأخته، مظهرهما طبيعي وعادي إلا فيما يخص لون البشرة. هؤلاء الطفلين يتحدثان لغةٌ غير معروفة، ولا يأكلان سوى الفول الأخضر. لكن مؤخرًا، اعتاد الطفلان أكل اصناف الطعام الأخرى وزال عن وجهيهما الشحوب، إلا أن الفتى قد مرض وتٌوُفِيَ بعد فترة قصيرة من تعميده. الفتاة قد تأقلمت على حياتها الجديدة، ولكن «سلوكها كان متحررًا وطائشًا» . بعد تعلمها التحدث بالإنجليزية، قالت الفتاة أنها هي وأخيها قد جاءوا من مارتنز لاند، وهي واحدة من العوالم السفلية وسكانها من ذووي البشرة الخضراء. املس
و قد وردت قصة الطفلين في الوقت شبه المعاصر حوالي في عام 1189و 1220، في كرونيكم أنجيليكانم لرالف أوف كوجشال وهيستوريا ريرام أنجليكرام لوليام أوف نيوبيرج بالترتيب. ومنذ ذلك الوقت إلى حين إعادة اكتشافهم في منتصف القرن التاسع عشر ورد ذِكرُ الطفلين فقط في الكتاب الخيالي ذا مان إن ذا موون لالأسقف فرانسيس غودوين، والذي قد ورد فيه ذكر تقرير وليام أوف نيوبيرج.
وفي محاولة لتفسير قصة الطفلين الملونين، قد هيمن نهجان على عملية التفسير وهما: إما أن هذه القصة هي إحدى قصص الفن الشعبي والتي تصف لقاءً مع سكان عالم آخر يقع تحت قدمينا أو يقع حتى خارج الأرض، وإما هي تحريف أو تشويه لحدث تاريخي. وقال الشاعر والناقد الإنجليزي 	هيربرت ريد وهو من أنصار اللاسلطوية في عمله إنجليش بروزستايل المنشورة في 1931عن القصة إنها عمل خيالي مثالي. وقد كانت مصد إلهامه في روايته الوحيدة ذا جرين تشايلد، والمكتوبة في 1931.

## القصة
يروى أنه في يوم من الأيام وفي وقت الحصاد، وفقًا لوليام أوف نيوبيرج في خلال فترة حكم الملك ستيفن (1135-1154)، عثر القرويون في مدينة وولبت على طفلين، أخٌ وأخته، بجانب إحدى حفر الذئاب والتي اشتُقًّ منها اسم المدينة. كانت بشرتيهما خضراء اللون، ويتحدثون لغةً غير معروفةٍ، وثيابهم كانت غريبة وغير مألوفة. ويقول رالف أن الطفلين قد أخذا إلى منزل ريتشارد دي كالني. وقد اَّتَّفًقَ رالف ووليام على أن الأخوين رفضا سائر أنواع الطعام لأيام حتى وجدا بعضًا من نبات الفول الأخضر، الذي تناولا بنهم شديد. ولقد اعتاد الطفلين الأنواع الأخرى الطبيعية للطعام وزال مع الوقت اللون الأخضر من بشرتيهما. وبدا على الفتى أنه الأصغر سنًا، وقد مَرِضَ وتُوُفِيَ بعد تعميد الطفلين بفترة وجيزة.
و بعد تعلُمهما اللغة الإنجليزية، أوضح الطفلان أنهم جاءوا من أرض لم تشرق عليها الشمس قط، والنور فيها يشبه نور الشفق (يذكر رالف أن الفتاة الناجية هي وحدها من قامت بذلك). يقول وليام أن الطفلين أطلقا على منزلهما اسم سانت مارتنز لاند؛ ويضيف رالف أن ما من شيء هناك إلا ولونه أخضر (أن كل شيء هناك أخضر اللون). الطفلين لم يتمكنا من تفسير وجودهما في وولبت؛ كل ما يعرفانه أنهما كانا يرعان ماشية وادلهما، وفي أثناء ذلك سمعا ضوضاء عالية (يعتقد وليام أنها أجراس كنيسة بوري سانت إدموندز)، وفجأة وجدا أنفسهما بجوار حفرة الذئاب حيث عثر عليهم القرويون. يقول رالف أن الطفلين قد ضلّا الطريق عندما كانا يسيران خلف الماشية باتجاه كهف، واهتديا طريقهما إلى وولبت باتباعهما صوت الأجراس.
و حسب ما يقول رالف، إن الفتاة قد استـُخدِمَت في منزل ريتشارد دي كالني لعدة سنوات، وكان «سلوكها طائشًا ووقحًا». وتزوجت الفتاة رجلًا من كينجز لين والتي تبعد حوالي 40 ميلًا (64 كيلومتر) من وولبت حيث كانت لاتزال حية قُبَيلَ ذكرها وأخيها في كتاباته. ولقد خَلُصَ رالف إلى أن الفتاة كانت تدعى «أيجنس» وتزوجت من مسؤول ملكي يدعى ريتشارد بار، وذلك استنادَا إلى تاريخ عائلة ريتشارد دي كالني وعالم الفلك والكاتب دانكان لونين.

## التفسير

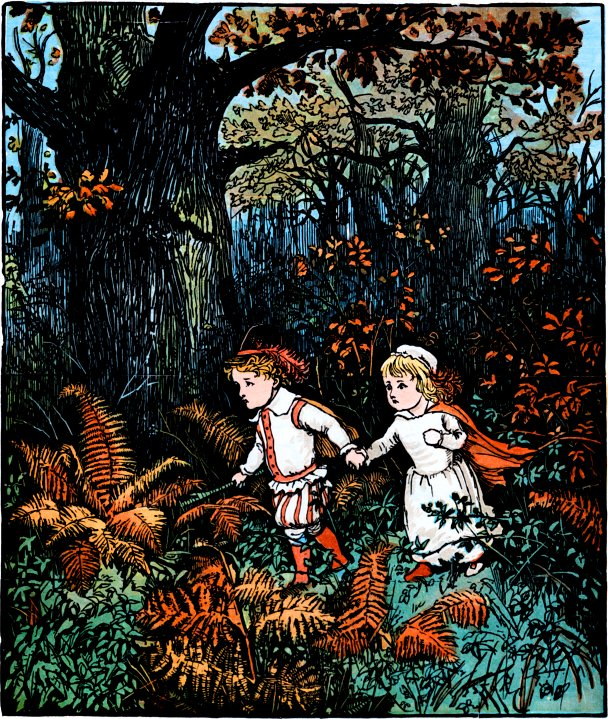
لوحة تصور تيه الطفلين في الغابة رسمها راندولف كالديكوت عام1879

لقد هيمن نهجان على عملية تفسير لغز الطفلين الملونين. الأول هو إما أن هذه القصة هي إحدى قصص الفن الشعبي والتي تصف لقاءً خياليًا مع سكان من عالم آخر. والثاني أن تلك القصة ما هي إلا تحريف أو تشويه لحدث حقيقي, وذلك على الرغم من صعوبة الجزم إذا ما كانت هذه القصة قد سُجِلَت وفقًا لرواية موثوقة أخبرها الطفلان عن أنفسهما، أم أنها من «تأليف الكبار». وقد خَلُصَ تشارلز أومن من خلال دراسته لهروب الأطفال والخدم من سادتهم إلى استنتاج مفاده أنه «من الواضح أن هناك بعض الغموض وراء ذلك كله (قصة الطفلين الملونين), هناك ما يتعلق بالتخدير والاختطاف».

## الموروثات
ويقول الشاعر والناقد الإنجليزي هيربرت ريد وهو أنصار اللاسلطوية عن القصة في عمله إنجليش بروز ستايل, المنشورة في 1931, إنها «الفكرة التي يجب أن تطابقها كل الأعمال الخيالية» وقد كانت مصدر إلهامه في روايته الوحيدة  ذا جرين تشايلد, والمكتوبة في 1934. وكتب كيفن كروسلي هولاند نسخة أخرى للقصة يحكيها من وجة نظر الفتاة ذات البشرة الخضراء.
ويضم كتاب غرائب الأقدار (سترينج دستنيز) للكاتب جون ماكلين المكتوب في 1965 تقريرًا عن طفلين من ذووي البشرة الخضراء اللذان وصلا إلى القرية الإسبانية بانجوز في عام 1887. وتتشابه تفاصيل هذه القصة مع كثيرًا مما ورد في تقرير طفلي وولبت، مثل اسم ريتشارد دي كالي وعمدة بلدة بانجوز الذي ساعد الطفلين بالضبط تمامًا كما فعل ريتشارد دي كالني. ولذلك يعتبر أن ماكلين ألَّفَ قصته مستلهمًا إياها من قصة طفلي وولبت، خاصةً أنه لا توجد قرية إسبانية تدعى بانجوز.
كتب الشاعر الإنجليزي جلين ماكسويل في عام 2002 , مُعتَمِدًاعلى قصة الطفلين الملونين،مسرحيةً شعريةً تُدْعى وولفبت (الاسم القديم لقرية وولبت), التي قد قُدِّمت ذات مرةٍ في مدينة نيويورك. وقَدَّمَ ماكسويل الفتاة في مسرحيته على أنها قد استخدمت في بيت رئيس الدير بموجب عقد، حتى حرَّرَها رجلٌ غريبٌ يُدْعى جاكسن وأخذها إلى مكان غير معروف. وكانت قصة الطفلينِ الملونينِ موضوع حفل أوبرا قدَّمه الأطفالَ والراشدون، وقام نيكولا لافانيو بتلحينه وألَّف كيفن كروسلي هولاندالنص الأوبرالي.

## الملاحظات والمراجع
1. ↑  "It is to be noticed, too, that the habitual food of the children was beans, the food of the dead", observes K. M. Briggs.[4] She had made the same observation about the food of the dead in her 1967 book The Fairies in English Tradition and Literature,[5] but John Clark casts doubt on the supposed tradition that Briggs is referring to, commenting that "an identification of beans as the food of the dead is unwarranted".[6]

الملاحظات
1. 1 2 3 4 5 6 7 8 9 10 11  
Clark، John (2006)، "'Small, Vulnerable ETs': The Green Children of Woolpit"، Science Fiction Studies، ج. 33، ص. 209–229
2. ↑  
Simpson، Jacqueline؛ Roud، Steve (2000)، "Green Children"، A Dictionary of English Folklore (ط. online)، Oxford University Press، مؤرشف من الأصل في 2023-04-24، اطلع عليه بتاريخ 5 April 2009 {{استشهاد}}: تحقق من التاريخ في: |تاريخ الوصول= (مساعدة) (الاشتراك مطلوب)
3. ↑  
Lawton، H. W. (يناير 1931)، "Bishop Godwin's Man in the Moone"، The Review of English Studies، ج. 7، ص. 23–55، JSTOR:508383
4. ↑  Briggs 1967، صفحة 6
5. ↑  Cohen 2008، صفحة 83
6. ↑  
Lunan، Duncan (سبتمبر 1996)، "Children from the Sky"، الخيال العلمي التناظري والواقع، ج. 116، ص. 38–53
7. ↑  
Orme، Nicholas (1995)، "The Culture of Children in Medieval England"، Past & Present، ج. 148، ص. 48–88، DOI:10.1093/past/148.1.48، JSTOR:651048
8. ↑  
Oman، C. C. (1944)، "The English Folklore of Gervase of Tilbury"، Folklore، ج. 55، ص. 2–15
9. ↑  
Harder، Worth T. (1973)، "Crystal Source: Herbert Read's The Green Child"، The Sewanee Review، ج. 81، ص. 714–738
10. ↑  
"The Green Child by Herbert Read", Special Collections en (بالإنجليزية), Leeds University Library, Archived from the original on 2011-08-23, Retrieved 22 February 2011 {{استشهاد}}: تحقق من التاريخ في: |تاريخ الوصول= (help) and الوسيط غير صالح |script-title=: بادئة مفقودة (help)
11. 1 2  Fanthorpe & Fanthorpe 2010، صفحة 311
12. ↑  
Smith، Dinitia (18 March 2002)، "Foundlings Wrapped in a Green Mystery"، نيويورك تايمز، مؤرشف من الأصل في 2019-12-10، اطلع عليه بتاريخ 3 March 2011 {{استشهاد}}: تحقق من التاريخ في: |تاريخ الوصول= و|تاريخ= (مساعدة)
13. ↑  "Nicola LeFanu: The Green Children"، نسخة مؤرشفة، Chester Novello، مؤرشف من الأصل في 2012-09-29، اطلع عليه بتاريخ 2011-07-05
14. Mills، A. D. (2003)، "Woolpit"، A Dictionary of British Place-Names، Oxford University Press، مؤرشف من الأصل في 2023-07-20، اطلع عليه بتاريخ 2009-04-25 (الاشتراك مطلوب)

المراجع
- Baughman، E. W. (1966)، Type and Motif-Index of the Folktales of England and North America، Mouton
- Brewer، Derek (1998)، "The Colour Green"، في Brewer، Derek؛ Gibson، Jonathan (المحررون)، A Companion to the Gawain-Poet، D. S. Brewer، ص. 181–190، ISBN:978-0-85991-433-8
- Briggs، K. M. (1967)، The Fairies in English Tradition and Literature، Routledge and Kegan Paul، ISBN:978-0-415-29151-4
- Cohen، Jeffrey Jerome (2008)، "Green Children from Another World, or the Archipelago in England"، في Cohen، Jeffrey Jeremy (المحرر)، Cultural Diversity in the British Middle Ages: Archipelago, Island, England، The New Middle Ages، Palgrave، ص. 75–94، ISBN:978-0-230-60326-4
- Cosman، Pelner؛ Jones، Linda Gale (2008)، Handbook to Life in the Medieval World، Facts On File، ISBN:978-0-8160-4887-8
- Fanthorpe، Lionel؛ Fanthorpe، Patricia (2010)، The Big Book of Mysteries، Dundurn Group، ISBN:978-1-55488-779-8
- Harris، Paul (1998)، "The Green Children of Woolpit: A 12th Century Mystery and its Possible Solution"، في Moore، Steve (المحرر)، Fortean Studies: No. 4، John Brown Publishing، ص. 81–95، ISBN:978-1-870870-96-2
- Haughton، Brian (2007)، Hidden History: Lost Civilizations, Secret Knowledge, and Ancient Mysteries، New Page Books، ISBN:978-1-56414-897-1

## للقراءة والاستزادة
- Lunan، Duncan (2012). Children from the Sky. Mutus Liber. ISBN:978-1-908097-05-7. {{استشهاد بكتاب}}: الوسيط غير المعروف |separator= تم تجاهله (مساعدة)

## وصلات خارجية
- The Mystery of the Green Children of Woolpit, an extensive article on the green children mystery on Brian Haughton's website.
- The Green Children of Woolpit, Feralchildren.com (Archive.org)